# Yo Akim
Yo Akim (født Joakim Nikolaj Brammer Hjejle 9. april 1966 i Charlottenlund) er en dansk komponist, trommeslager, DJ og producer.
Han har bl.a. stået bag musikken til de hiphop-inspirerede teaterstykker "Nøddeknækkeren", "Se Mor, Manden Kører Rundt På Sit Hoved", "Kodernes Kamp", "Slumprinsessen & De 7 Smalltimehustlers", "Hip To The Hop" og "Sylfiden".
Han har produceret Lucy Love-albums Superbililon (2009), Kilo (2010) og Desperate Days Of Dynamite (2013) og Linkobans album Ox (2013)
I 2011 modtog han Natasjas Æreslegat ved prisuddelingen We Remember Natasja.

## Familie og privatliv
Yo Akim og Trine Øberg har sammen børnene Anton Hjejle (født 1992) og Carla Sofia Hjejle Øberg (født 1997).
Desuden er Yo Akim storebror til den tidligere danske rapper Josefine Hjejle, der er kendt under navnet Jo-C-Fine, og fætter til den danske skuespiller Iben Hjejle.